# تیئنان
شهر تیئنان (به فرانسوی: Tienen) در ناحیه اداری لوان در استان فلومیش بربان در منطقه فلاندری در کشور بلژیک واقع شده‌است.

## نگارخانه

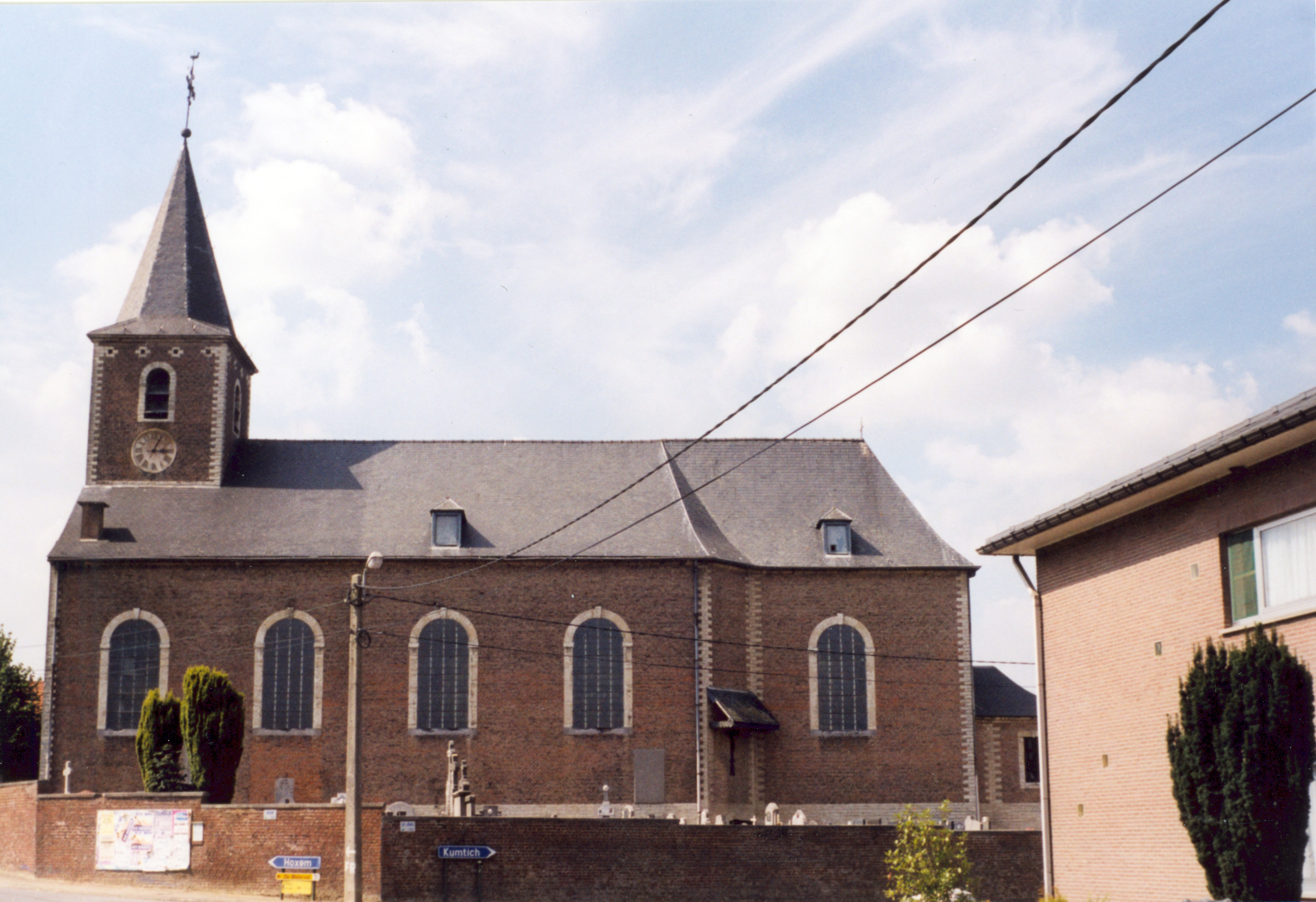
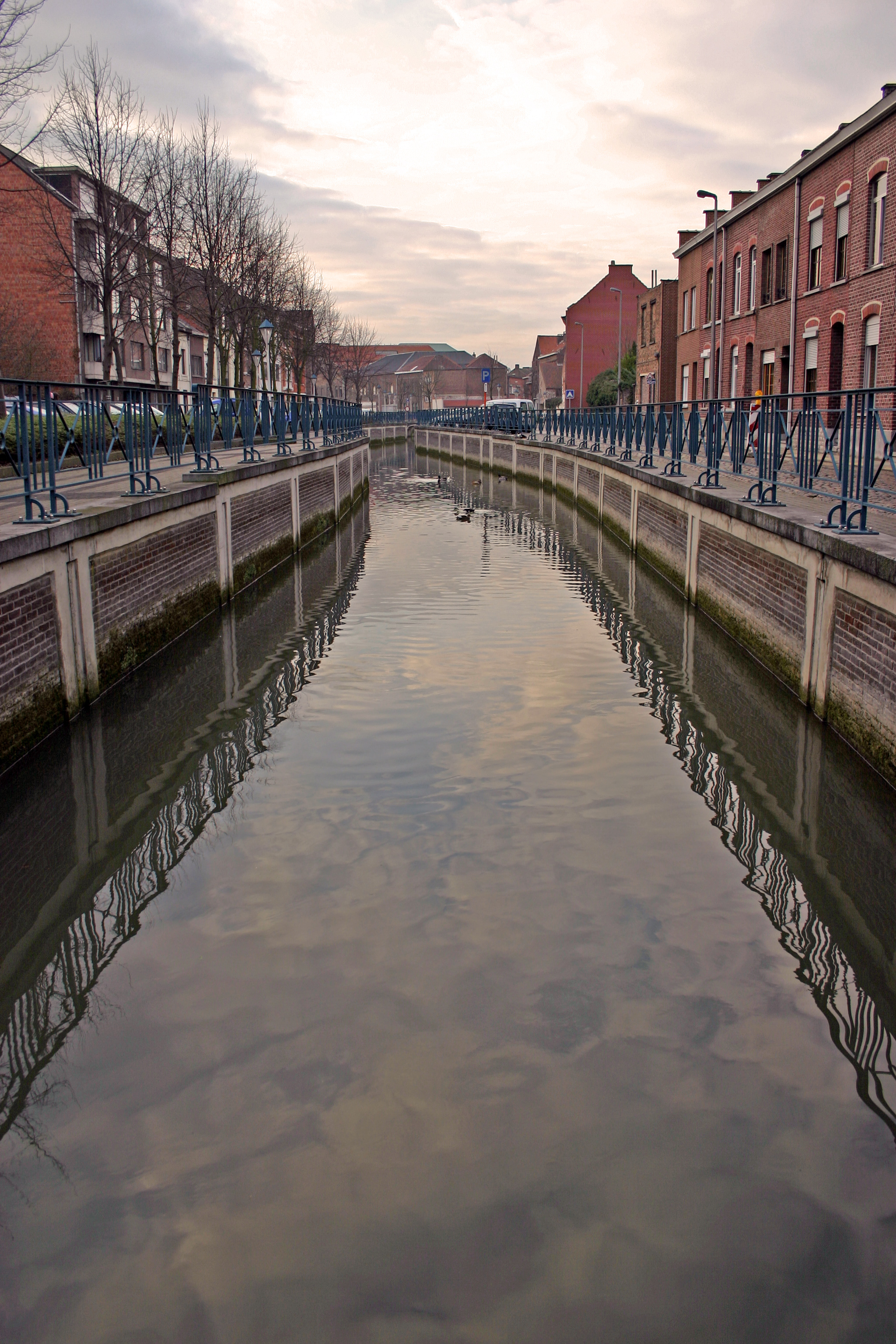
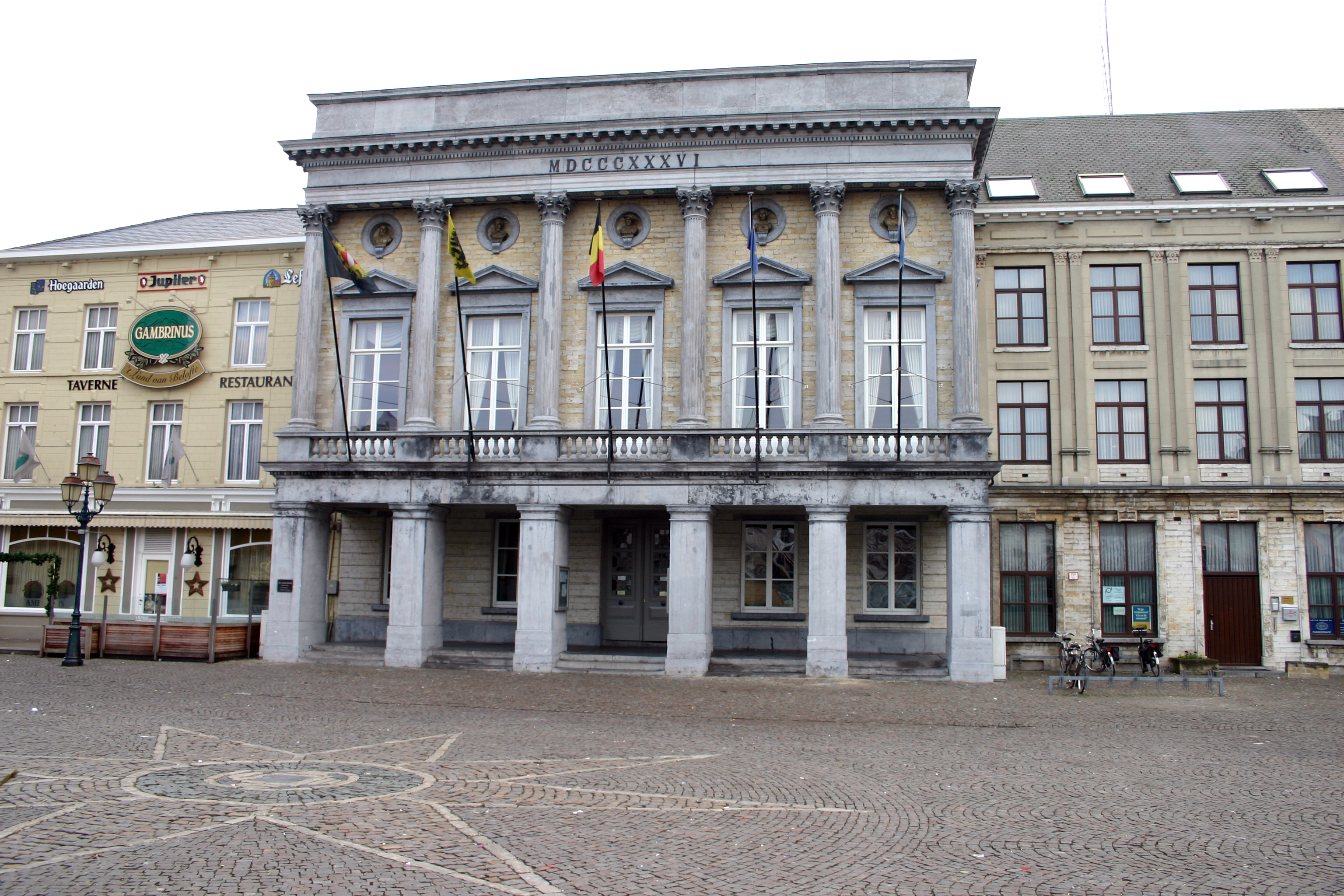
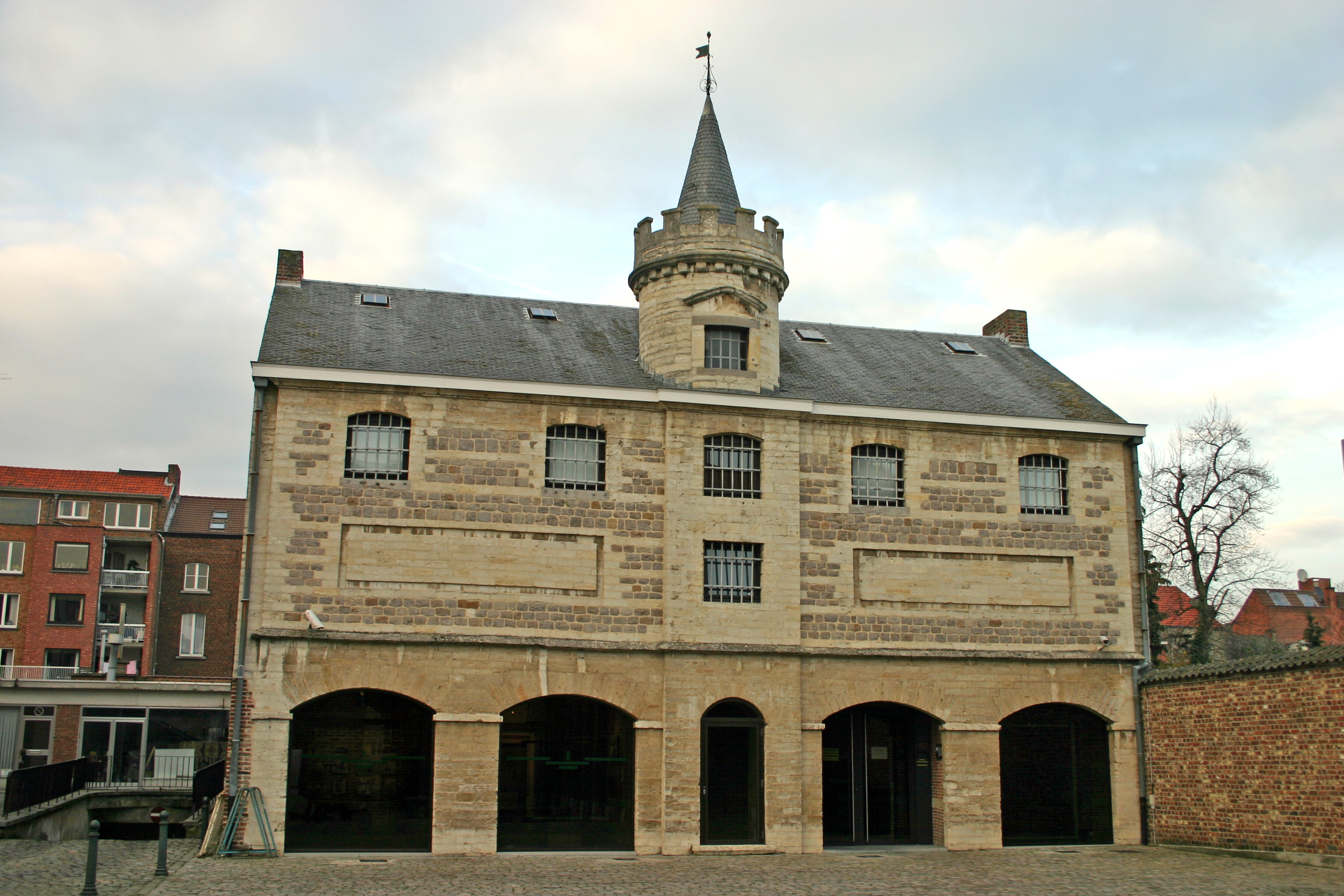
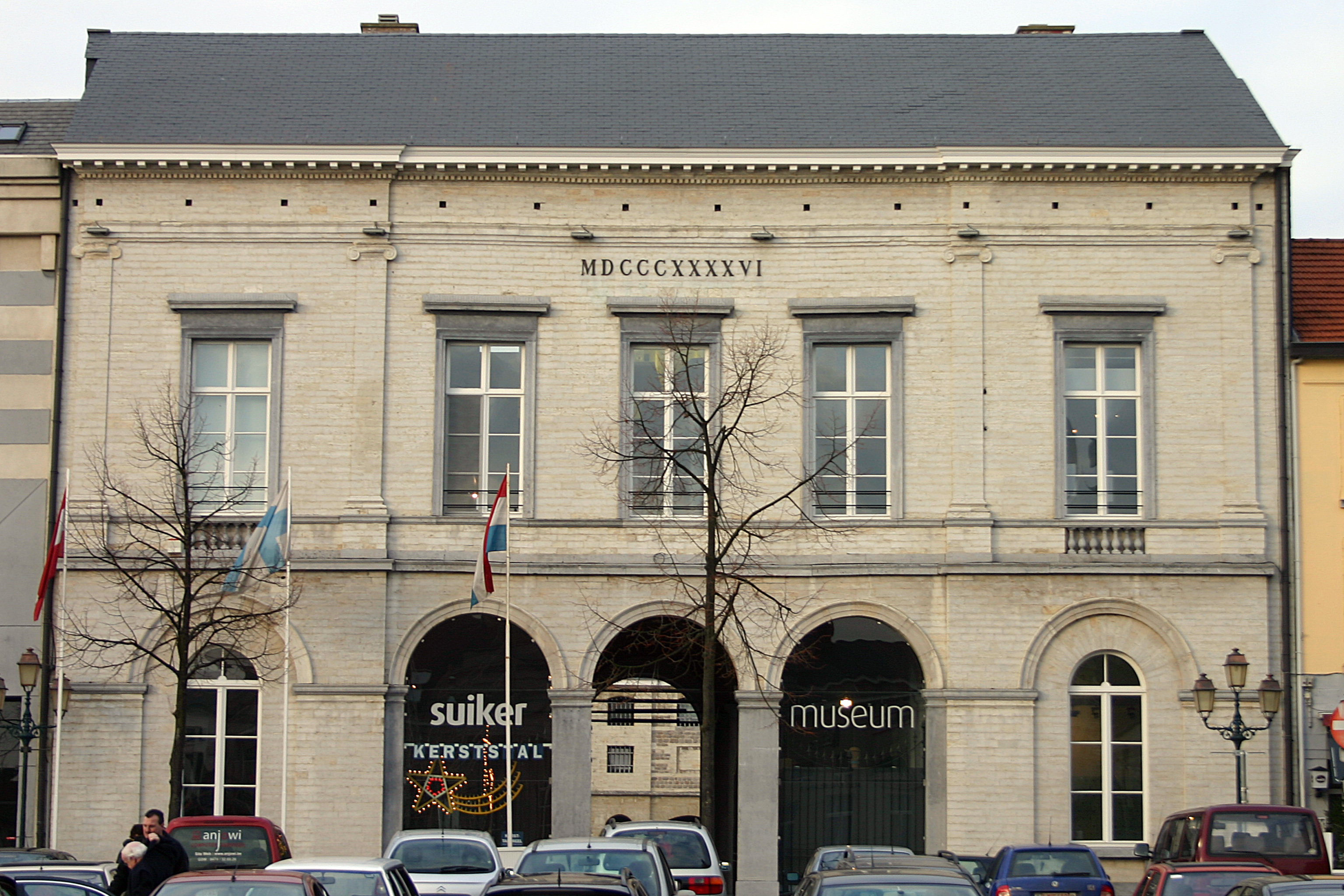
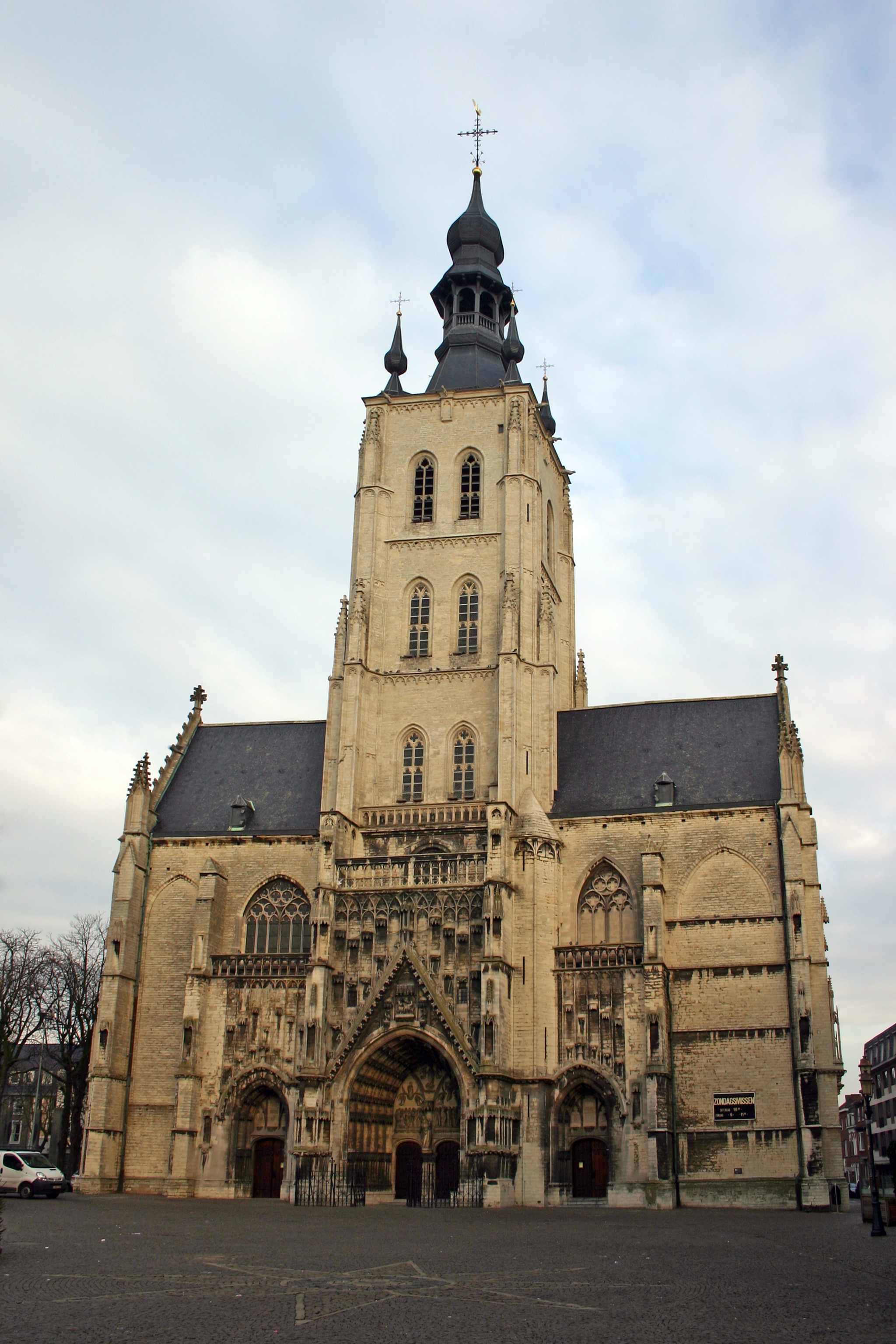
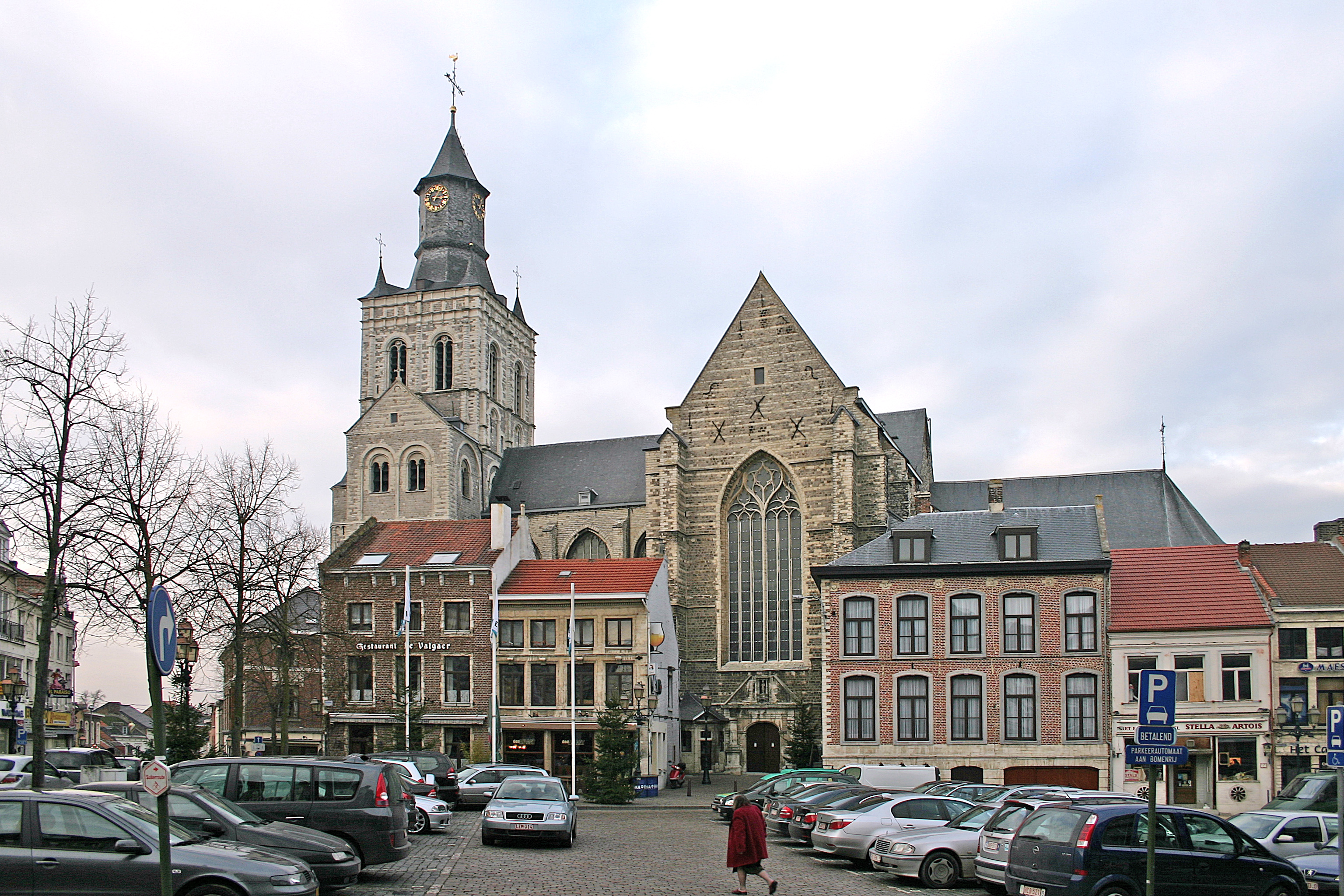
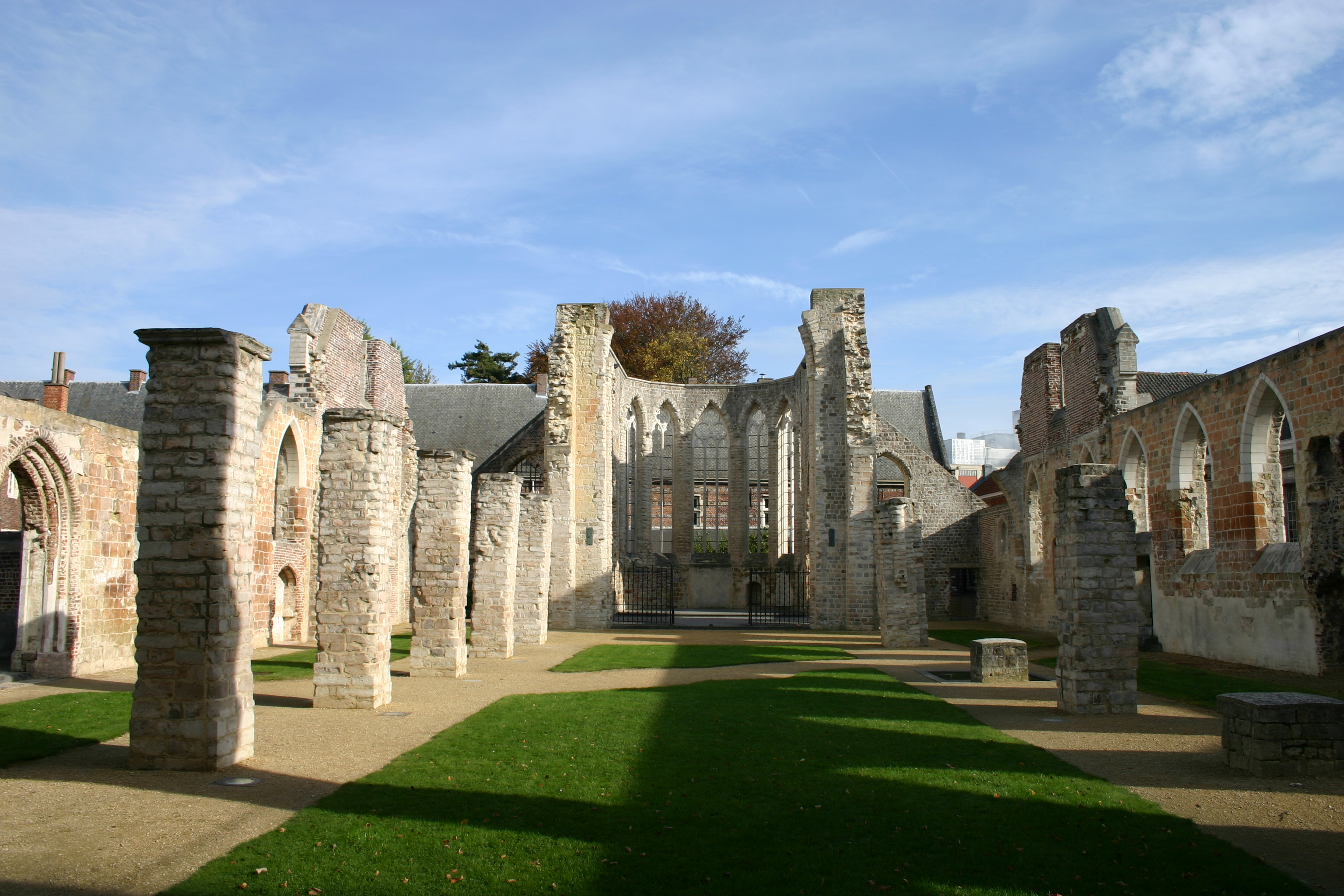
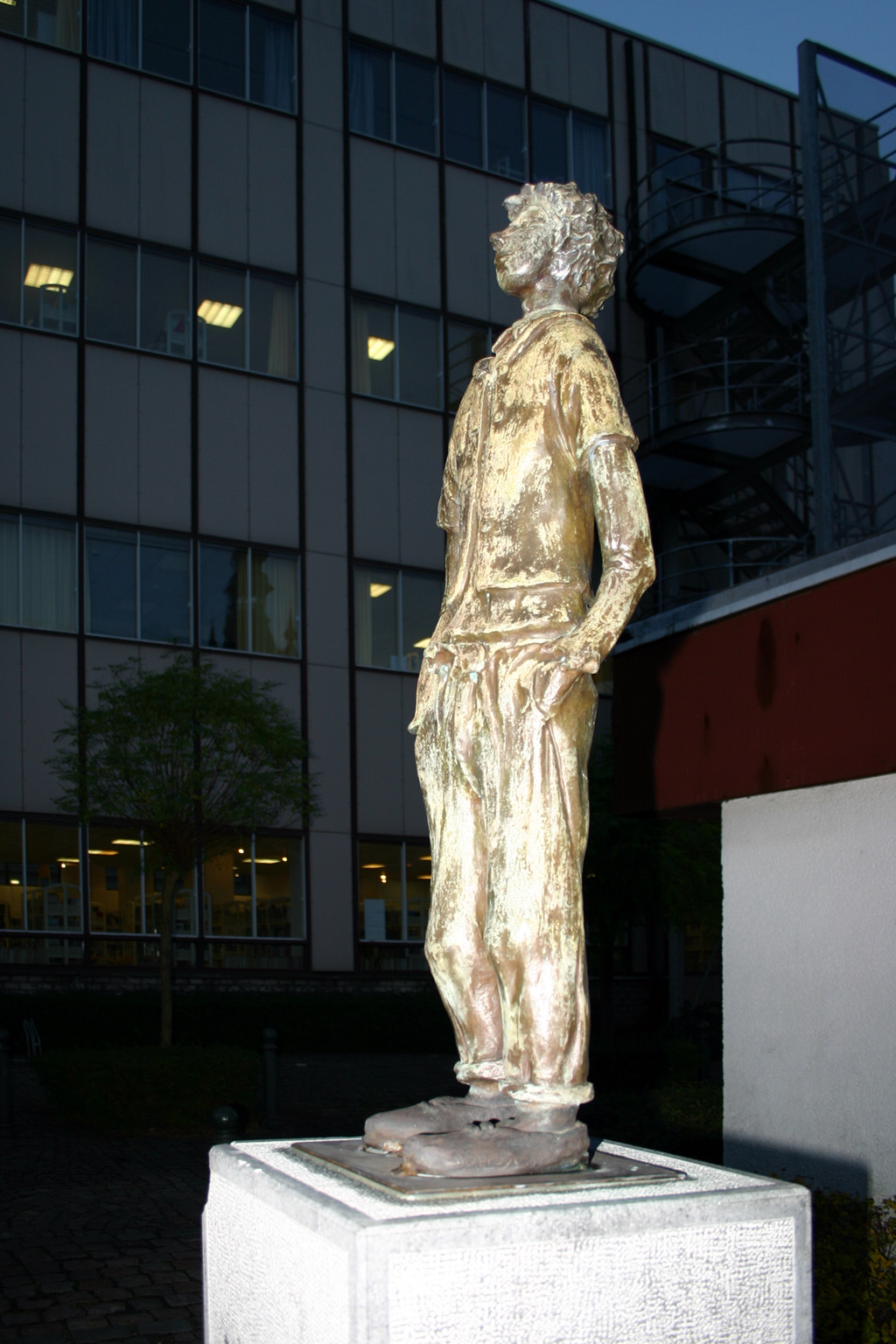